# Barry Altschul
Barry Altschul (6 januari 1943, New York) is een Amerikaans freejazz en hardbop drummer. Hij werd voor het eerst bekend in de late jaren 60 van de 20e eeuw, o.a. door zijn optredens met pianisten Paul Bley en Chick Corea.

## Biografie
Altschul is van Russisch-Joodse afkomst, als zoon van een arbeider die in de bouw werkte en taxi reed. Altschul leerde aanvankelijk drummen door middel van zelfstudie en studeerde in de jaren 60 bij Charlie Persip. In het laatste deel van het decennium trad hij op met Paul Bley. In 1969 sloot hij zich aan bij Chick Corea, Dave Holland en Anthony Braxton om de groep Circle te vormen. In die tijd maakte hij gebruik van een hoge Gretsch kit met toegevoegde drums en percussie-instrumenten.

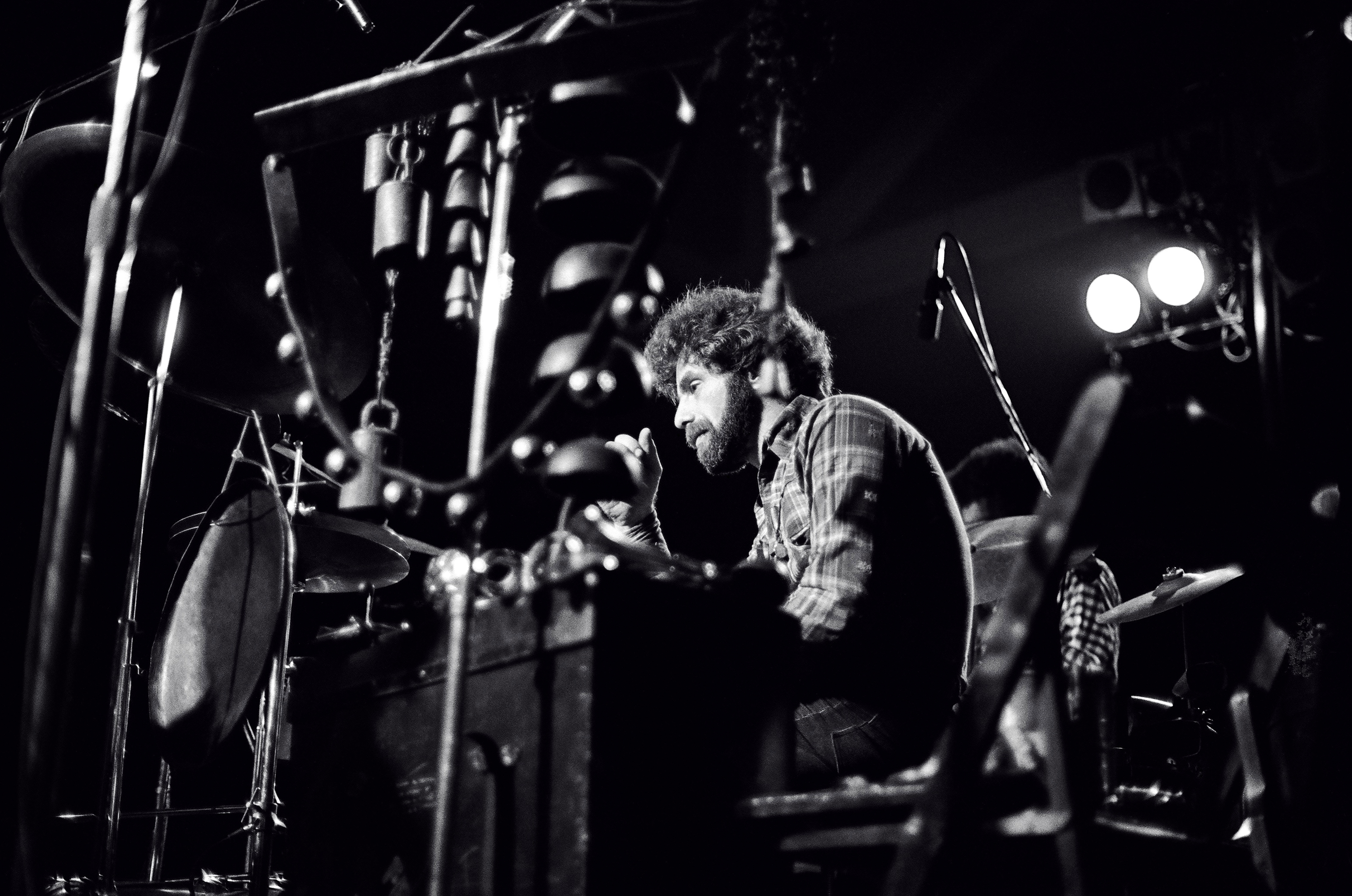
Barry Altschul in 1976

In de jaren 70 werkte Altschul veel samen met het kwartet van Anthony Braxton, Kenny Wheeler, Dave Holland en George E. Lewis. Dankzij Braxton, die onder contract stond bij Arista Records, kreeg hij een voldoende groot budget om op tournee te gaan met een grote verzameling van tientallen percussie-instrumenten, strijkers en blazers. In aanvulling op zijn deelname aan ensembles van avant-garde muzikanten, speelde Altschul met Lee Konitz, Art Pepper en andere 'straight ahead' jazzartiesten.
Altschul maakte ook zelf albums, maar na het midden van de jaren 80 was hij nog maar zelden te zien in concerten of op platen en bracht hij veel tijd door in Europa. Vanaf het jaar 2000 is hij meer zichtbaar geworden.

## Discografie

### Als leider/co-leider
- 1967: Virtuosi (Improvising Artists) met Paul Bley en Gary Peacock
- 1977: You Can't Name Your Own Tune (32 Jazz)
- 1978: Another Time/Another Place (Muse)
- 1979: For Stu (Soul Note)
- 1979: Somewhere Else (Moers Music)
- 1979: Be-Bop? (Musica) met Pepper Adams
- 1980: Brahma (Sackville)
- 1983: Irina (Soul Note)
- 1986: That's Nice (Soul Note)
- 2003: Transforming the Space
- 2012: Reunion: Live in New York (Pi)
- 2013: The 3Dom Factor (TUM)
- 2015: Tales of the Unforeseen (TUM)
- 2017: The 3Dom Factor: Live In Krakow (Not Two)
- 2021: Long Tall Sunshine (Not Two)[3]

### Als assistent
Met Paul Bley
- Touching (Debut, 1965)
- Closer (ESP-Disk, 1966)
- Ramblin' (BYG Actuel, 1967)
- Blood (Fontana, 1966)
- In Haarlem - Blood (Freedom, 1967)
- Ballads (ECM, 1967 [1971])
- Paul Bley & Scorpio (Milestone, 1973)
- Japan Suite (Improvising Artists, 1977)
- Hot (Soul Note, 1985)
- Live at Sweet Basil (Soul Note, 1988)
- Indian Summer (SteepleChase, 1987)
- Rejoicing (SteepleChase, 1989)

Met Anthony Braxton
- The Complete Braxton (Freedom, 1971 [1973])
- Town Hall 1972 (Trio, 1972)
- Quartet: Live at Moers Festival (Ring, 1974 [1976])
- Five Pieces 1975 (Arista, 1975)
- Creative Orchestra Music 1976 (Arista, 1976)
- Dortmund (Quartet) 1976 (hatART, 1976 [1991])
- The Montreux/Berlin Concerts (Arista, 1975–76)

Met Chick Corea
- The Song of Singing (1971)
- Circling In (1975)
- ARC (ECM, 1971)
- Circulus (1970)
- Paris Concert (ECM, 1971)
- The Beginning (1996)

Met Annette Peacock
- 1972 I'm the One
- 2014 I Belong to a World That's Destroying Itself [aka Revenge]

Met Sam Rivers
- 1973 Hues (Impulse!)
- 1975 Sizzle (Impulse!)
- 1976 The Quest (Red)
- 1977 Paragon

Met verschillende artiesten
- 1972 Hold That Plane!, Buddy Guy
- 1972 Play the Blues, Buddy Guy/Junior Wells
- 1973 Conference of the Birds, Dave Holland (ECM)
- 1973 Icarus, Paul Winter
- 1974 Drum Ode, David Liebman
- 1974 Flexible Flyer, Roswell Rudd
- 1975 Coon Bid'ness, Julius Hemphill
- 1975 Spiral, Andrew Hill
- 1982 Give and Take, John Lindberg (Black Saint)
- 1983 And Far Away Kenny Drew (Soul Note)
- 1983 Lido, Claudio Fasoli
- 1983 My One and Only Love, Franco D'Andrea
- 1983 No Idea of Time, Franco D'Andrea
- 1983 Sounds of Love, Tiziana Ghiglioni
- 1986 Passages, Denis Levaillant (DLM, 1986/2012)
- 1990 Brundl's Basslab, Manfred Brundl
- 1991 For All the Marbles Suite, Simon Nabatov
- 1992 Giacobazzi: Autour de la Rade, André Jaume
- 1995 Live, Brundl's Basslab
- 1995 Reflections, Julius Hemphill
- 1997 Kinshasa-Washington D.C.-Paris, Ray Lema
- 1999 Clarinet Sessions, André Jaume
- 2000 Another Side, Ken Simon
- 2001 Skillfullness, Alan Silva
- 2002 Four Beings, Adam Lane
- 2003 Transforming the Space, FAB Trio
- 2004 Desert Songs & Other Landscapes, Gebhard Ullmann
- 2005 Flat Fleet, Enrico Rava
- 2009 Live in Amsterdam, FAB Trio
- 2009 Trombone Tribe, Roswell Rudd
- 2010 News? No News!, Gebhard Ullmann-Steve Swell kwartet[4]

- Bibsys: 4104976
- Bibliothèque nationale de France: cb13890714f (data)
- Gemeinsame Normdatei: 134313739
- International Standard Name Identifier: 0000 0000 7365 409X
- Library of Congress Control Number: n85129522
- MusicBrainz: 85c5d53a-e3b9-4c7d-bea5-231a1838185a
- Nationale Bibliotheek van Israël: 987007322690305171
- Nederlandse Thesaurus van Auteursnamen: 07363428X
- Réseau des bibliothèques de Suisse occidentale: 02-A006265201
- Système universitaire de documentation: 143409662
- Virtual International Authority File: 39560851
- WorldCat: E39PBJbCM8brPHvqhxMMV3xdQq